# Посіо
Посіо (фін. Posio) — громада на півночі Фінляндії у провінції Лапландія. Населення 3470 осіб (станом на 31 березня 2016 року). Площа — 3039 км². Щільність населення — 1,4 жителів/км². Офіційна мова — фінська.
Через північно-східну частину громади проходить міжнародний автошлях E63.
У Посіо працюють великий керамічний завод «Pentik» та сільськогосподарське підприємство.
Серед пам'яток Посіо — Культурний центр Пентік, Національний парк Ріісітунтурі, каньйон та заповідник Коруома, озера Кіткаярві та Лівоярві.
Тут регулярно проходять щорічний ярмарок Посіо, театральний фестиваль та рибний ярмарок у липні.